# Генрі Атола
Генрі Атола (англ. Henry Atola Meja, нар. 21 грудня 2001, Какамега) — кенійський футболіст, нападник шведського клубу АІК.
Виступав, зокрема, за клуб «Таскер», а також національну збірну Кенії.

## Клубна кар'єра
У дорослому футболі дебютував 2020 року виступами за команду «Таскер», в якій провів один сезон, взявши участь у 9 матчах чемпіонату. Відзначався надзвичайно високою результативністю, забиваючи в іграх чемпіонату в середньому більше одного гола за матч.
До складу клубу АІК приєднався 2022 року. Станом на 8 липня 2022 року відіграв за команду з Стокгольма 2 матчі в національному чемпіонаті.

## Виступи за збірну
У 2021 році дебютував в офіційних матчах у складі національної збірної Кенії.
| Дата      | Місто   | Господарі | Результат | Гості           | Турнір            | Голи | Примітки |
| --------- | ------- | --------- | --------- | --------------- | ----------------- | ---- | -------- |
| 13-3-2021 | Найробі | Кенія     | 1 – 0     | Південний Судан | товариський матч  | -    | 78'      |
| 15-3-2021 | Найробі | Кенія     | 2 – 1     | Танзанія        | товариський матч  | -    | 73'      |
| 5-9-2021  | Кігалі  | Руанда    | 1 – 1     | Кенія           | Відбір до ЧС 2022 | -    | 88'      |
| 7-10-2021 | Агадір  | Малі      | 5 – 0     | Кенія           | Відбір до ЧС 2022 | -    | 59'      |
| Усього    |         | Матчів    | 4         |                 | Голів             | 0    |          |